# Knipl
Knipl nebo též řídicí páka se nachází uvnitř kokpitu letadla. Používá se pro simultánní kontrolu příčného a podélného sklonu letounu, kdy pohyb páky dopředu a dozadu ovládá výškové kormidlo a tím klopí letadlo na hlavu a na ocas a pohyb páky do stran, ovládá křidélka a tím kloní letadlo na danou stranu. Je ovládán obvykle jednou rukou. Elitní piloti též rozlišují mezi pouhou tyčkou kterou nazývají Knipl a dvojitým ovladačem, který označují jako Berany.
Dalším řídícím prvkem jsou pedály, ovládané nohama, které ovládají směrové kormidlo a tím bočení letadla. Letadlo tedy nezatáčí, jak se mylně mnoho lidí domnívá, pomocí směrového kormidla, ale spoluprací všech tří řídících prvků. Letadlo pro správně provedenou, ustředěnou zatáčku se nakloní na bok a přitáhne výškové kormidlo, čímž počne letoun vykružovat oblouk sestávající ze součtu vektorů gravitace a odstředivé síly. Správné ustředění v zatáčce se ovládá pedály, ovládající směrové kormidlo a ukazuje jej relativní, příčný sklonoměr, tzv. kulička, která musí být vždy ve své nejnižší úvrati, uprostřed prohnuté trubičky. Protože v zatáčce má letoun vlivem náklonu menší průmětnou plochu vůči zemi a tím i menší vztlak, musí se tato ztráta kompenzovat zvýšením výkonu motoru pomocí motorové přípustě.

Řízení letounu kniplem a pedály

Některé konstrukce řídící páky umožňují pohyb pouze dopředu a dozadu a pro řízení klonění mají na horní části otočné zařízení podobné volantu nebo řídítkům, na kterých bývají umístěny hlavní ovládací prvky a navigační pomůcky. Takovémuto uspořádání se většinou namísto Knipl, říká Berany a ovládají se oběma rukama, což je pohodlnější při dlouhých přeletech, kdy se provádí minimum zásahů do motoru a řízení.
Naproti tomu, pro bojové a akrobatické letouny je výhodnější klasický pákový knipl, protože umožňuje rychlejší manévrování a řízení jednou rukou, protože druhá ruka zpravidla ovládá přípusť motoru.
Přenos sil do kormidel se provádí pomocí lanovodů a táhel, které mohou být u velkých letadel posíleny hydraulickými nebo elektromechanickými posilovači. Pokud je řízení posíleno, musí být do řídící páky zavedena zpětná vazba, takzvaný feedback, protože pilot odporem v řídící páce kontroluje správnost provedeného manévru. Například při přetažení letounu začne turbulentní proudění ofukovat výškové kormidlo a jeho vibrace se po řízení přenáší zpět do řídící páky.
Nejnovější letouny s digitálním řízením, takzvané fly-by-wire, kdy se přenášejí pouze elektrické signály k servomotorům, jsou řízeny namísto Kniplem pouze Pákovým ovladačem, takzvaným joystickem, známým spíše z počítačových her, který je umístěn na straně, vedle pilota. Řídící páka je naproti tomu umístěna uprostřed, v přední části letounu, v oblasti pilotova podbřišku.
Knipl byl poprvé instalován v létajícím stroji ve Vídni Williamem Kressem v roce 1900. Nicméně letoun nebyl schopen letu a vynález upadl v zapomnění. Znovu pak byl objeven až Robertem Esnault-Pelteriem, a to 22. ledna 1907 v Paříži, byl patentován pod číslem 373818.